# ناحیه ناصریه
ناحیه ناصریه (به عربی: دائرة الناصریة) یک ناحیه در الجزایر است که در استان بومرداس واقع شده‌است. ناحیه ناصریه ۴۳٬۶۶۴ نفر جمعیت دارد.